# Einheitskraftwerk

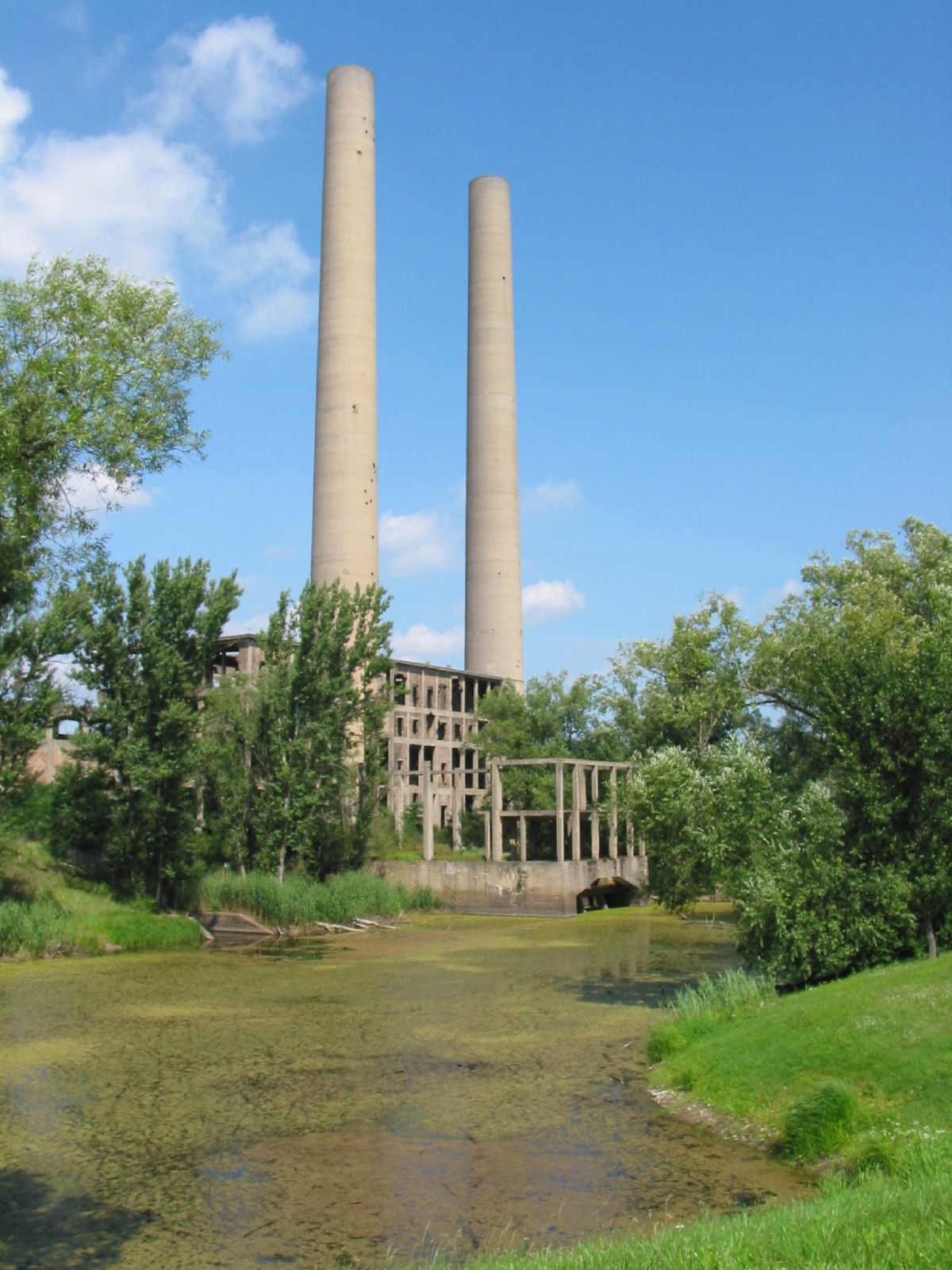
Ruine Wernerwerk (Kraftwerk Vogelsang) 2007

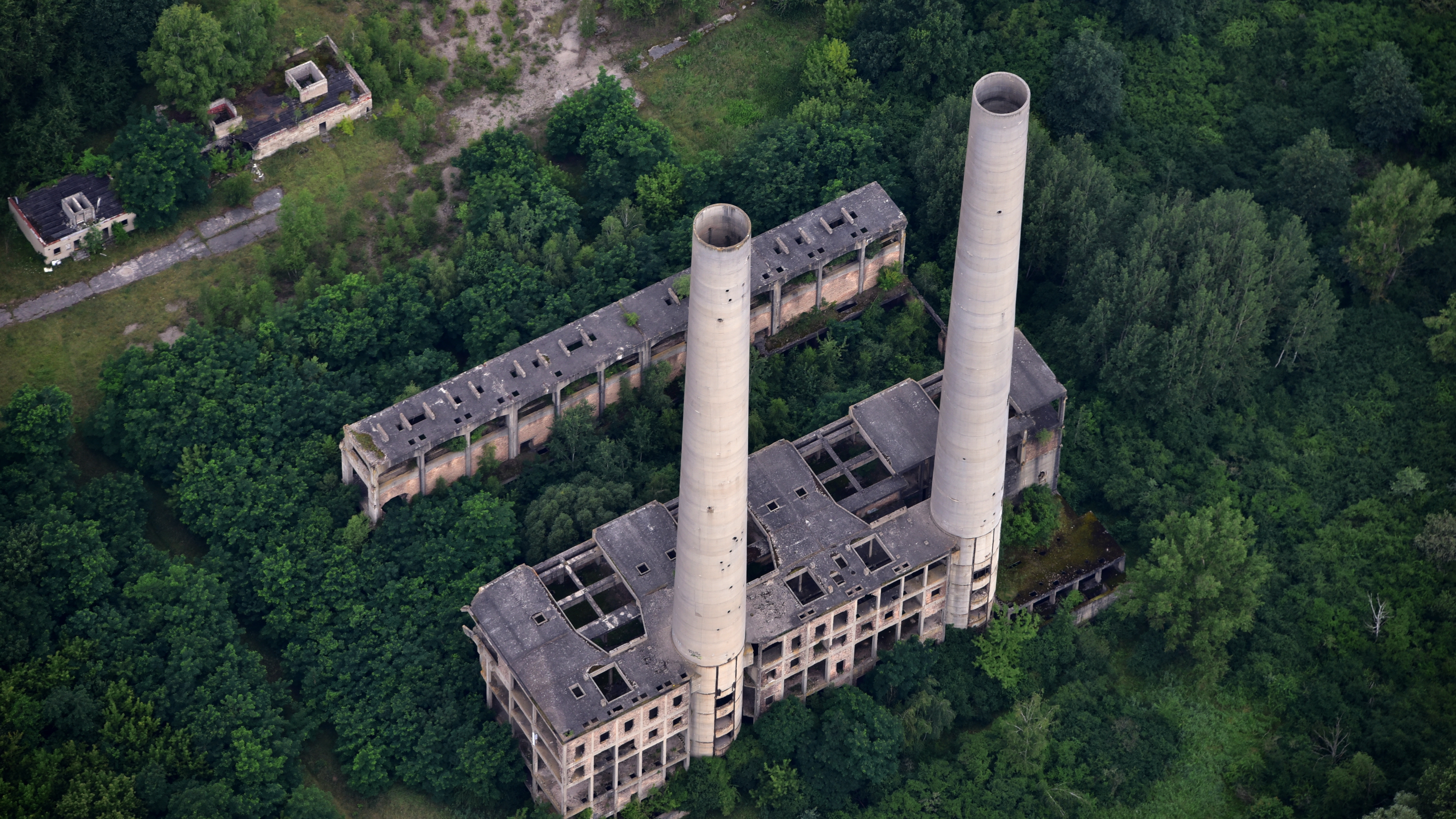
Wernerwerk (Kraftwerk Vogelsang), Luftaufnahme (2017)

Einheitskraftwerk ist die Bezeichnung für einen Typ von Kraftwerksanlagen, die ab 1943 im so genannten Wärmekraft-Sofortprogramm im Deutschen Reich errichtet wurden.
Durch die Umstellung der Wirtschaft des Dritten Reiches auf die Erfordernisse des Krieges kam es zu einem erheblich höheren Bedarf an Elektroenergie und der damit verbundenen Notwendigkeit neue Kraftwerke zu errichten. Rüstungsminister Albert Speer, der seit dem 15. Februar 1942 auch die Funktion des Generalinspektor für Wasser und Energie (GIWE) innehatte, legte deshalb Anfang 1942 ein „Wärmekraft-Sofortprogramm“ auf. Dieses hatte zum Ziel, eine ganze Serie von identischen Einheitskraftwerken zu errichten. Hauptverantwortlich dafür wurde der Leiter der „Wirtschaftsgruppe Elektrizitätsversorgung“ Wilhelm Zschintzsch, der den Anstoß für dieses Programm gab und von Albert Speer zum Leiter des „Wärmekraft-Sofortprogramm“ berufen wurde. Auf Grund dieser Tatsache wurde das „Wärmekraft-Sofortprogramm“ auch als Zschintzsch-Programm bekannt.
Die Hauptforderung dieses Programms bestand darin, möglichst viele technische Anlagenteile der Maschinen- und Kesseltechnik mit einer einheitlichen Auslegung und Größe herstellen zu können. Ebenso sollte der konstruktive Aufbau der Kessel- und Maschinenhäuser so gestaltet werden, dass er möglichst Material sparend erfolgte. Von der bisherigen Praxis der konstruktiv selbstständigen Hallenbauten für Kessel und Maschine wurde abgegangen und es kam eine Blockbauweise zur Anwendung, die das Kraftwerksgebäude in einen Schwer- und einen Leichtbau unterteilte. Noch im Herbst 1942 wurden, durch einen Planungsausschuss, die erforderlichen Grundlagen für die Errichtung von Einheitskraftwerken gelegt.
Als erster Prototyp wurde noch 1942 mit dem Bau des „Kraftwerk K“ der Hamburgischen-Electricitäts-Werke begonnen.
Vorgesehen war demnach, eine Kraftwerksgesamtkapazität von 4500 MW zu errichten. Dies sollte durch den Bau von 15 Einheitskraftwerken mit jeweils 300 MW Leistung erreicht werden. Jedes dieser Kraftwerke sollte dabei vier Turbinen a 75 MW erhalten. Aber bereits zum Ende des Jahres 1942 musste die Anzahl der Kraftwerke, wegen der zunehmenden Knappheit von Eisen und Stahl, der mehr und mehr für die Rüstungsindustrie benötigt wurde, drastisch gekürzt werden. Geplant wurde jetzt mit acht Kraftwerken, die aber zunächst nur als so genannte Halbwerke errichtet werden sollten. Diese hätten demnach nur noch eine Leistung von 1200 MW erbracht, was noch 26,6 Prozent des ursprünglichen Planes entspricht.
Letztendlich musste man sich im März 1943 dafür entscheiden, nur noch fünf Halbwerke zu errichten. Alle diese Kraftwerke wurden im Osten des Reiches errichtet. Die Brennstoffversorgung sollte dabei den jeweiligen Standorten angepasst werden. So wurde damit begonnen, drei Kraftwerke auf Braunkohlebasis und zwei Kraftwerke auf Steinkohlebasis zu errichten.
Braunkohle-Kraftwerke: Baubeginn März / April 1943
- Wernerwerk (Kraftwerk Vogelsang), Vogelsang
- Kraftwerk Trattendorf (später 1. Halbwerk des Werks I)
- Kraftwerk Berzdorf (später Kraftwerk Hagenwerder)

Steinkohle-Kraftwerke (Oberschlesisches Revier):
- Kraftwerk Walter  bei Lagischa, Baubeginn Mai 1943
- Kraftwerk Wilhelm bei Jaworzno, Baubeginn September 1943

Bauherr der Braunkohlekraftwerke war das Märkische Elektrizitätswerk. Bauherr der Steinkohlekraftwerke die extra gegründete Energieversorgung Oberschlesien AG.
Für die Errichtung der Kraftwerke kamen fast ausschließlich Zwangsarbeiter aus naheliegenden Konzentrationslagern oder extra errichteten Arbeitslagern zum Einsatz. Zumindest für die Baustelle des Kraftwerk Trattendorf lässt sich aber auch der Einsatz von Kriegsgefangenen nachweisen. Auf den Baustellen der Kraftwerke Walter und Wilhelm in Oberschlesien wurden Insassen des Konzentrationslager Auschwitz eingesetzt.
Keines der Kraftwerke konnte vollendet oder gar der Bestimmung übergeben werden.  Der Bau am Kraftwerk Walter wurde auf Befehl von Albert Speer am 6. September 1944 eingestellt. Im Wernerwerk wurde noch Ende Januar 1945 der erste Probebetrieb aufgenommen aber die Arbeiten dann am 31. Januar 1945, wegen der sich nähernden Front, eingestellt.
Nach Kriegsende wurden sämtliche eingebauten technischen Anlagen aus allen Kraftwerken ausgebaut und als Reparation in die Sowjetunion verbracht. Die Kraftwerke Trattendorf und  das Kraftwerk Berzdorf (Kraftwerk Hagenwerder) wurden in den fünfziger Jahren neu ausgestattet und in Betrieb genommen. Das Wernerwerk (Kraftwerk Vogelsang), nun direkt an der Grenze zur Polen gelegen, war zwar nach Kriegsende in der Bausubstanz erhalten, wurde aber aufgegeben und nicht wieder ausgestattet.